# 京王八王子ショッピングセンター
京王八王子ショッピングセンター（けいおうはちおうじショッピングセンター）は、東京都八王子市明神町にあったショッピングセンター。1989年4月2日の京王八王子駅の地下化に伴い、同駅の上に駅ビルとして建設された。
1994年9月15日に「KEIO 21」（ケイオウ ツーワン）として開業、1999年3月27日に現名称に改称しリニューアルオープンした。愛称は「K-8 KEIHACHI」（けいはち）。
2024年3月31日に閉館した。

## 概要

### KEIO 21として開業
京王帝都電鉄（現：京王電鉄）が総工費95億円を投じ建設した京王八王子駅ビル内にファッションとグルメに特化した専門大店「KEIO 21」の整備が計画され、1994年9月15日に開業した。この京王八王子駅ビルは地下2階地上12階建て。京王線10両編成の輸送力増強に対応して駅の地下化工事を1986年4月から開始し、1989年に完成した上部に建設されたもので、京王八王子高速バスターミナル（2007年4月1日廃止）と190台収容の立体駐車場を併設した複合ターミナルビルとしてオープンしている。またこの建物は「駅構内における建設指導基準（新）」の適用第1号であると同時に商業ビルとしては大店法（新）適用の第1号でもあり注目されたプロジェクトだった。
KEIO 21は、京王帝都電鉄と京王百貨店が共同で出資した京王企画がビル全体を運営管理する京王グループ初の専門大店であり、京王企画が自主MDで運営する直営部分とテナント部分および京王グループ各社の出店で構成され、百貨店や専門店ビルとは一味違った新しい形態をとった。フロア構成は、1階にデイリーフーズ、2階～6階にレディースファッション＆グッズ、7階～9階が生活雑貨・ステーショナリーグッズ、書籍＆CD、そして10・11階にはレストラン京王が運営するレストラン街を設けた。このKEIO 21のオープンに先がけ、9月9日にはJR八王子駅そばに京王プラザホテル八王子がオープンしている。

### 京王八王子ショッピングセンター（K-8）にリニューアル
20代を中心とした女性をターゲットにして営業していたが、消費の低迷に加え、特に1997年4月のJR八王子駅前の大型専門店ビル開業以降は、営業不振が顕著となり、そのためビルを所有する京王帝都電鉄が業態変更を進め、地下の生鮮売場と9階～11階の書籍・レストランフロアを除いて、1998年末に一旦閉鎖。約8億円を投じてリニューアルを図り、1999年3月27日、京王八王子ショッピングセンターに改称してオープンした。新愛称の「K-8」は、京王八王子駅およびその周辺地域を指す略称「京八」をそのまま採用した。
リニューアルに際しては、1960年代から70年代にかけてのJR八王子駅周辺への百貨店進出のときほどの激しい反対運動はなかったものの、地元商店会などの要望により、取り扱い品目を限定せざるを得なかった。店舗数は従来の80店から63店へと約20%削減し「タワーレコード（約230坪）」「無印良品（160坪）」「島村楽器（110坪）」「L・L・ビーン（70坪）」「Afternoon Tea（70坪）」等と多数の大型店が導入された。また新宿アルタなら大型スクリーン、大阪・心斎橋のビッグステップなら大きな階段がイメージできる。SCとして顧客にビルをイメージさせるものが重要との判断から、外装は大幅に変更し、また顧客に居心地のよい空間を演出するために環境計画では何度も議論が重ねられた。
2013年10月30日には再度リニューアルを試み、このときには「k-8」ロゴを新たなものに変更している。
2008年7月22日、9階で営業していた啓文堂書店京王八王子店（2016年1月24日をもって撤退）で八王子通り魔事件が発生。事件当日と翌日は全フロアで臨時休業し、翌々日の7月24日より営業再開した（ただし啓文堂書店は閉店時間を1時間繰り上げて営業時間を短縮）。また8月上旬まで被害者を偲ぶ献花台が1階の路面に設置された。
2011年9月16日、5階に開店した鉄道模型店ポポンデッタは、京王電鉄の全面協力により「ポポンデッタ with 京王トレインパーク」としてオープンした。ヘッドマークや記念乗車券など、京王資料館所蔵の資料展示があるほか、京王れーるランド限定の鉄道グッズも販売する。また京王線ユーザーでもあるポポンデッタ社長が自ら手がけたNゲージのレンタルレイアウトもあり、持ち込みや店舗で借りた鉄道模型を走らせることができる。鉄道関連書籍・雑誌の古書も販売している。
2020年には新型コロナウイルス感染症の流行拡大防止のため、臨時休業および時短営業を実施した。4月7日の緊急事態宣言発出後は、翌8日より地下1階の生鮮市場・ドラッグストアなどを除く全店で臨時休業に入り、5月4日に緊急事態宣言が延長されたことを受けて翌5日より休業を延長。5月21日より時短営業にて営業再開し、5月25日の緊急事態宣言解除後は6月1日より営業時間を順次延長、7月1日より通常営業時間での営業を再開した。なお、ショッピングセンターや多くのテナントは休業要請の対象業種ではなかったが、外出自粛の要請に応じて休業を決定したものである。しかし、休業中に持ちこたえられず撤退した飲食店などのテナントもあった。
閉館へ
2023年12月15日、京王電鉄は「建物の大規模な基幹設備更新工事実施に伴うもの」として、K-8を翌年3月31日で閉館すると発表した。
なお、京王電鉄は基幹設備更新工事終了後の営業再開については、決まり次第発表するとしている。

## ケイハチ王子
2010年にマスコットキャラクターとして「ケイハチ王子」が誕生。誕生日は「八王子」に掛けて8月8日。イベントなどに着ぐるみが登場している。
京王の商業施設で公式キャラクターを設定しているのは当施設のみとなる。当施設は「地域密着」を目指すことからキャラクターを誕生させ、そして施設内のみならず、八王子のご当地キャラクターとして市内外のイベントにも登場し、「ゆるキャラグランプリ」にも参加した。
2016年6月26日には、5階にイベントスペース「ケイハチ王子の部屋」が完成し、オープニングイベントが行われた。「ケイハチ王子の部屋」では定期的にイベントや抽選会などが開催されている。
2019年8月8日には誕生日を記念して、6階のテナント「島村楽器八王子店」のドラムセットを使用し、ケイハチ王子が店頭にてドラムパフォーマンスを披露した。

## アーティストとのタイアップ
2013年6月に解散した八王子市出身のヒップホップグループ「FUNKY MONKEY BABYS」とのタイアップを行っており、2010年4月29日から5月16日までの期間限定で、FUNKY MONKEY BABYSによる館内アナウンスが放送された。
また5階のタワーレコード八王子店には、同店の改装に合わせて2013年10月29日から、展示スペース「ファンモンミュージアム@TOWER RECORDS八王子」が期間限定で開設された。当初は2014年6月までの予定だったが、ファンの要望に応えて2015年1月12日まで期間延長された。

## 沿革
- 1989年
  - 4月2日 - 京王八王子駅が地下化[1]。
  - 12月20日 - 京王八王子高速バスターミナルが開業[5]。
- 1994年9月15日 - 京王八王子駅ビルが開業[1][2]。愛称は「KEIO21」[2]。
- 1999年3月27日 - 京王八王子ショッピングセンターに改称しリニューアルオープン[1]。
- 2008年7月22日 - 啓文堂書店京王八王子店でで八王子通り魔事件が発生[10]。
- 2010年 - マスコットキャラクター「ケイハチ王子」が誕生[25][26]。
- 2011年9月16日 - ポポンデッタと京王電鉄のタイアップにより「ポポンデッタ with 京王トレインパーク」がオープン[11]。
- 2013年10月30日 - リニューアルオープン[1]。「k-8」ロゴを新たなものに変更。
- 2016年1月24日 - 啓文堂書店京王八王子店が閉店[9]。
- 2020年 - 新型コロナウイルス感染症の流行拡大防止のため、休業・時短営業を実施。
  - 4月3日 - 4日・5日、11日・12日の 土日を臨時休業、平日の営業時間を短縮すると発表[13]。
  - 4月7日 - 緊急事態宣言発出を受け、4月8日から5月6日まで臨時休業すると発表[14]。
  - 5月5日 - 緊急事態宣言延長に伴い、臨時休業期間を延長[15]。
  - 5月21日 - 全店で営業時間を短縮した上で営業再開[16]。
  - 6月1日 - 緊急事態宣言解除に伴い、一部店舗で営業時間を短縮した上で営業再開[17]。
  - 7月1日 - 通常営業時間での営業を再開（一部店舗を除く）[18]。
- 2024年
  - 3月31日 - 閉館[4]。

## 営業内容
フロア構成は地上11階・地下1階。地下1階で京王八王子駅中央口改札に直結する。京王八王子駅バスターミナルと一体化している（一般路線バスのりば、京王電鉄バス・京王バス南、西東京バス）。
営業時間は以下のとおり。店舗により一部異なる。詳細は公式サイト「施設案内」を参照。
- 地下1階 - 9階　ショッピングフロア：11:00 - 21:00
- 10階 - 11階　レストラン街「駅うえレストラン」：11:00 - 23:00（店舗により22:00まで）

京王パスポートカードをはじめ、各種クレジットカードが利用可能で、各クレジットカード会社が発行する商品券・ギフトカードも利用できる。また京王百貨店ギフトカード、京王百貨店商品券が利用できるが、日本百貨店協会が発行する全国百貨店共通商品券は利用できない。
京王パスポートクラブが運営する、京王グループ共通ポイントサービス加盟店となっている。ただしマクドナルド、占いコーナーなど、ポイント対象外の店舗が一部存在する。また八王子にちなみ、毎月8日・18日・28日の「八」の付く日は「K-8 Day」として、京王パスポートポイント5倍サービスを行っている。
館内のバリアフリー設備は以下のとおり。
- エスカレーター：各フロアに上り・下り各1基を設置。
- エレベーター： 3基を設置。
- トイレ：男女とも偶数階およびレストランフロアに設置。
  - 2階・8階・レストランフロアの女子トイレにはベビーベッドを併設。
  - だれでもトイレ（車椅子対応）は、6階・11階に設置。

## 主要テナント
2024年3月閉店時のテナント。テナントの詳細は、公式サイト「フロアガイド」を参照。
- 地下1階：フード・ドラッグストア
  - 生鮮市場（青果、精肉、鮮魚、惣菜）
  - A LoT（駅売店）、太子堂、ミネドラッグ
    - スイーツモード京王八王子店[37] - 改札前。2020年1月31日閉店[38]。

- 1階：ファッション・雑貨、ベーカリー&カフェ、サービス
  - ベーカリー&カフェ ルパ 京王八王子店、スターバックス、他

- 2階：ファッション・雑貨・化粧品、ファーストフード
  - マクドナルド、他

- 3階：ファッション・雑貨
  - ハニーズ、SUZUTAN、東京靴流通センター、他

- 4階：ファッション
  - ジーユー、占いコーナー、他

- 5階：CD・DVD、鉄道模型・鉄道グッズ、イベントスペース
  - タワーレコード
  - ポポンデッタ
  - イベントスペース「ケイハチ王子の部屋」

- 6階：楽器・音楽教室、英会話教室
  - シマムラミュージック、ベネッセの英語教室 BE studio、ユザワヤ
    - ユザワヤはショッピングモール閉店後、八王子駅前のセレオ八王子に2024年4月19日、6階にに移転オープン[39]

  - プリクラコーナー（3階から移転）
  - ケイハチ王子のお休み処 - マッサージチェアを置いた休憩コーナー。

- 7階：生活雑貨・化粧品・文具・バッグ
  - 京王アートマン京王八王子店[40]

- 8階：100円ショップ、洋服のお直し
  - ダイソー京王八王子ショッピングセンター店

- 9階：書店、他
  - くまざわ書店、他
    - 啓文堂書店京王八王子店が出店していたが、2016年1月24日をもって閉店[9]。同年3月19日、跡地に文教堂・アニメガ、ゲオが出店[41]。文教堂・アニメガ、ゲオは後に閉店してくまざわ書店が出店した。

- 10階：レストラン街「駅うえレストラン」
  - 飛騨の高山らーめん（和風ラーメン・甘味）
  - とんかつ「いなば和幸」
  - サイゼリヤ京王八王子駅ビル店 - 2016年12月15日開店[42]
  - 託児付きワーキングスペース「ママスクエア」- 2017年4月4日開業[43]。
    - お好み焼き「ぱすたかん」- 閉店[44]。
    - イタリア料理「スピガ」京王八王子店[45][46] - 閉店[46][46]。八王子のご当地グルメ「八王子ナポリタン」を取り扱っていた[45][46]。八王子市に本社を置く株式会社クレアが運営[44]、八王子東急スクエア（現：八王子オクトーレ）11階に姉妹店「スカイラウンジ クレア」があった[44]。
    - 美容室「ヘアシャンプーファミリーサロン」京王八王子SC店 - 2017年9月30日閉店[47]

- 11階：レストラン街「駅うえレストラン」
  - 和食居酒屋「仕立屋」
  - 中華料理「蓬莱軒」
  - ビュッフェ「8-cafe」
  - ハンバーグ&ステーキ「紅矢」
    - 窯焼きハンバーグ&イタリアン「あらびき」- 閉店[44]。
    - しゃぶしゃぶ牛太 京王八王子店（しゃぶしゃぶ・すき焼き食べ放題）[48]- 2020年5月20日閉店[21]。新型コロナウイルス感染症の流行による緊急事態宣言発令後の営業自粛の影響を受けて閉店を決定[15]。

## ギャラリー

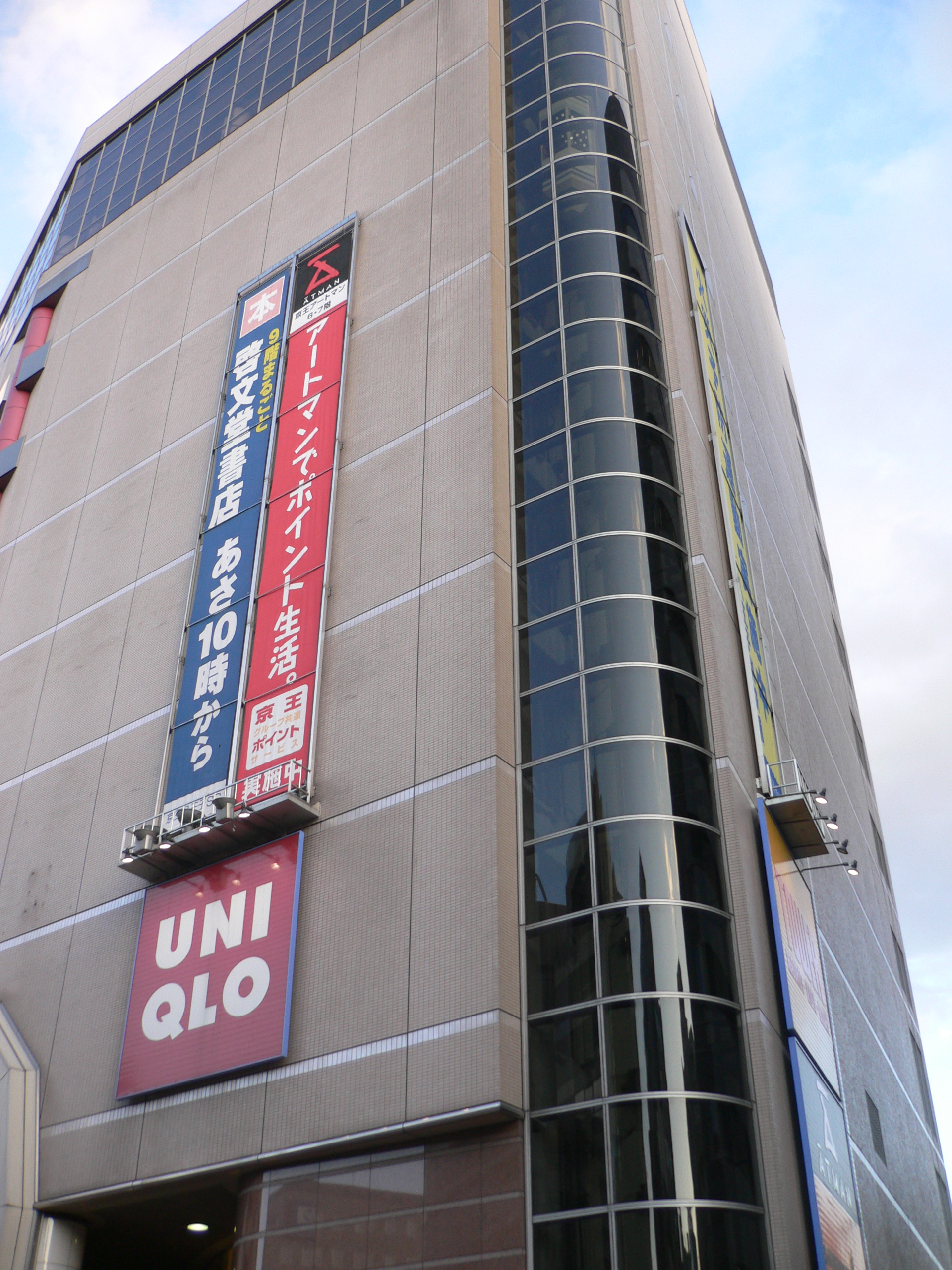
啓文堂書店京王八王子店が出店していた頃（2005年撮影）
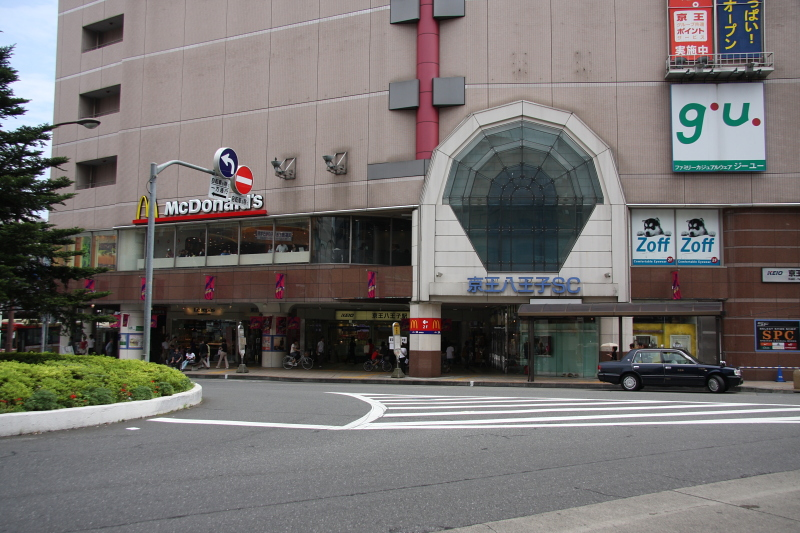
旧ロゴ時代のエントランス（2009年撮影）
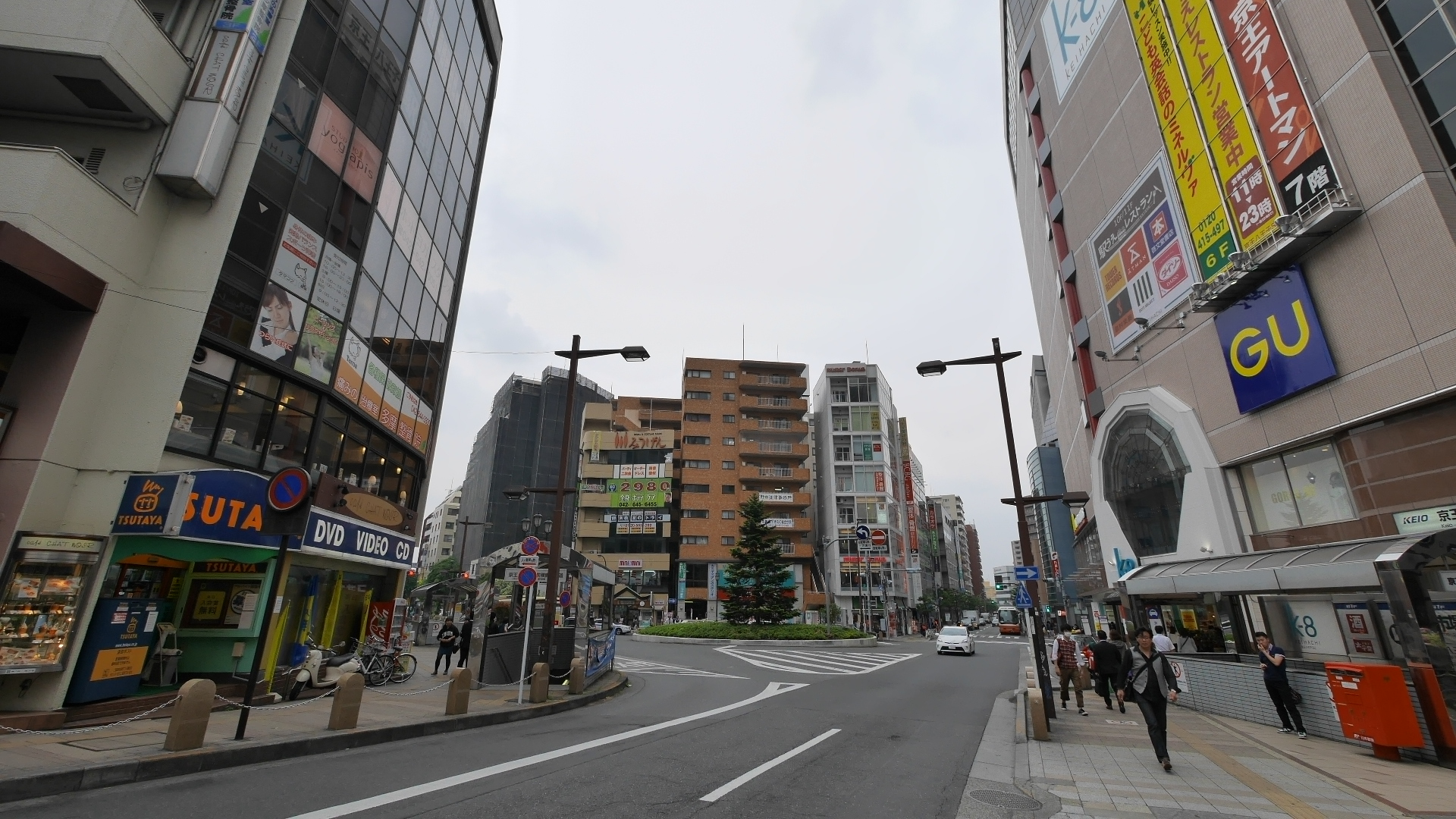
現行ロゴに変更後のエントランス（2015年撮影）
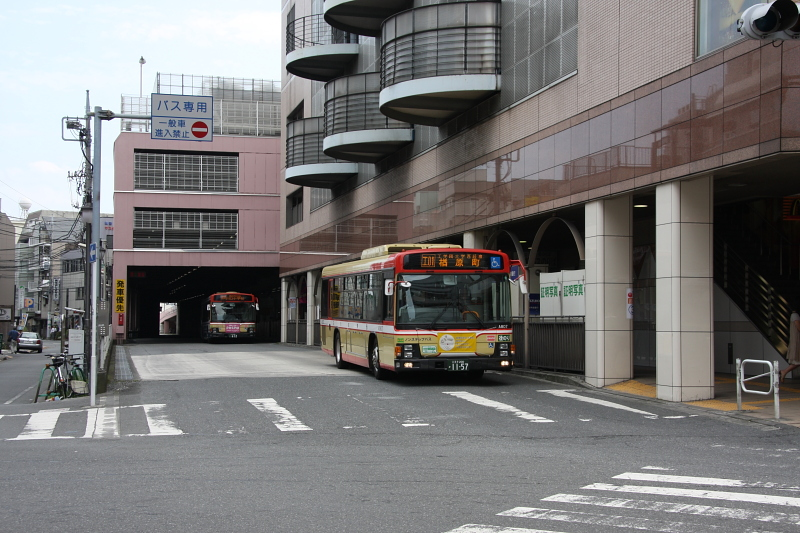
駅ビルと一体化した京王八王子駅バスターミナル（2009年撮影）
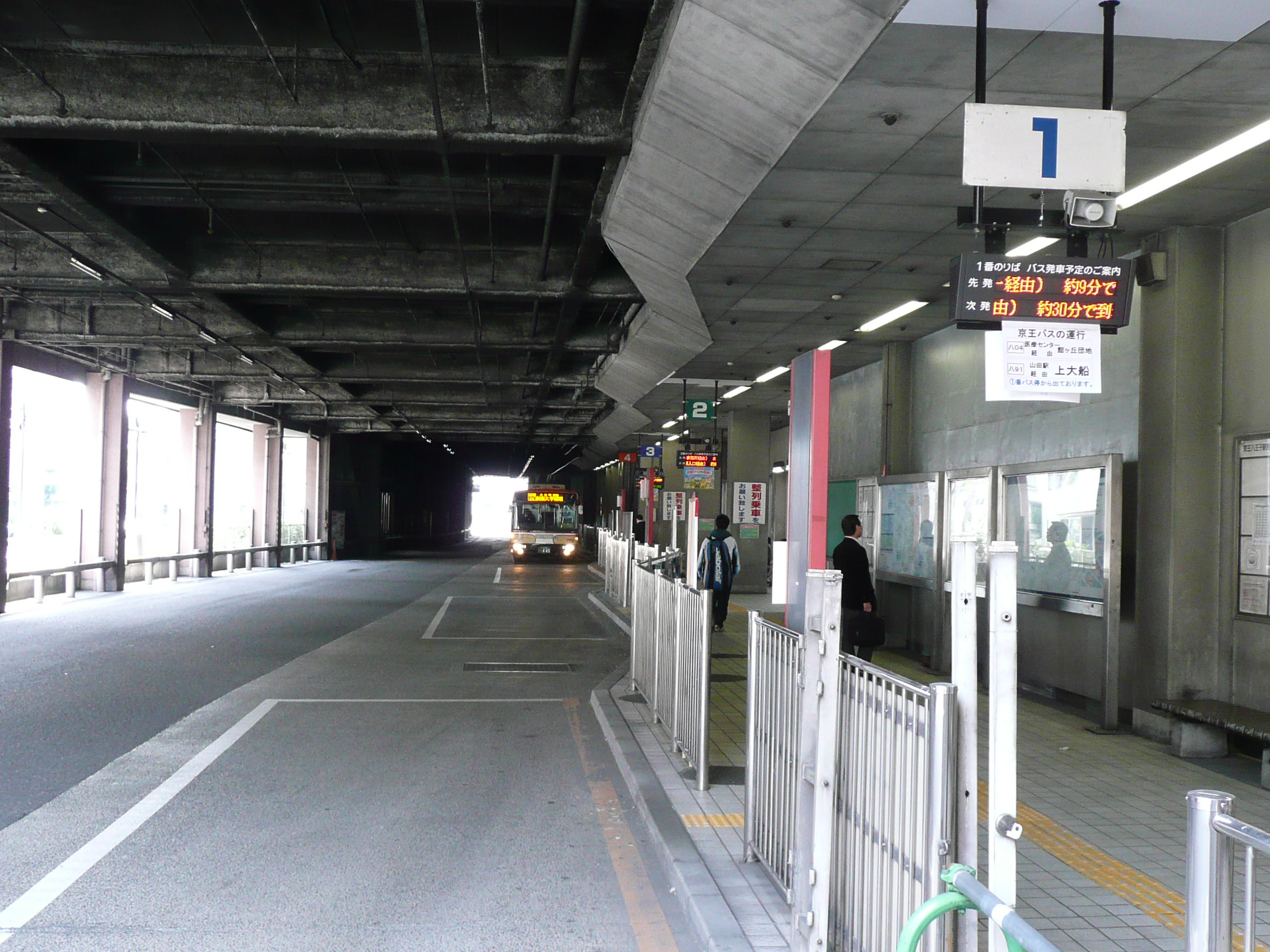
駅ビルと一体化した京王八王子駅バスターミナル（2014年撮影）

## 周辺施設
- 京王八王子駅
  - 京王八王子高速バスターミナル - 2007年の廃止後は「京王八王子西口ビル」として再利用。
- 八王子駅
  - セレオ八王子 - JR八王子駅の駅ビル（旧：そごう八王子店・八王子ナウ）。
  - 八王子オクトーレ - JR八王子駅北口の再開発ビル。
  - サザンスカイタワー八王子 - JR八王子駅南口の再開発ビル。